# Hypsolebias marginatus
O Hypsolebias marginatus ou peixe-das-nuvens uma espécie de peixe endêmica do Brasil.

## Área de Ocorrência
Hypsolebias marginatus é endêmica do Brasil e foi descrita de apenas uma poça temporária próxima ao rio dos Patos, um afluente do alto rio Maranhão, bacia do rio Tocantins, no município de Barro Alto, estado de Goiás. O único local de registro da espécie, foi destruído devido à expansão da atividade agropecuária, substituída pelo cultivo de soja. Adicionalmente, a região possui intensa atividade pecuária e de mineração. O relevo acidentado das áreas adjacentes à localidade-tipo não favorece a ocorrência de poças temporárias, habitat típico da espécie, diminuindo a probabilidade de sua ocorrência.

## População
Não existem registros adicionais da espécie, e suspeita-se que esteja extinta ou que haja menos de 50 indivíduos maduros.

## Ameaças
Provavelmente as ações antrópicas são as principais ameaças a espécie se ela ainda existir.

## Estado de Conservação
O ICMBio categorizou Hypsolebias marginatus como Criticamente em Perigo (CR) pelos critérios B2ab(ii,iii,iv); D, estando possivelmente extinta, figurando assim na Lista PEX do Brasil.